# Wanganui (fleuve)
Cet article concerne le fleuve  Wanganui dans l’île du Sud de la Nouvelle-Zélande. Pour la rivière de la partie sud de l’île du Nord  autrefois appelée  Wanganui,, voir Whanganui.
Le fleuve Wanganui  (anglais : Wanganui River) est situé dans la région de la West Coast de l’île du Sud de la Nouvelle-Zélande. 

## Géographie
Il coule vers le nord-ouest sur 55 kilomètres de sa source dans les Alpes du Sud, avant de se jeter dans la mer de Tasman près du lac Ianthe (en), à 40 kilomètres au sud-ouest de la ville d’Hokitika.
Après les importantes pluies de janvier 2013, le débordement de la rivière emporta partiellement le pont routier, qui supporte la State Highway 6, fermant ainsi la seule voie de pénétration possible de la West Coast.